# Didier Clément
 (octobre 2023).
Si vous disposez d'ouvrages ou d'articles de référence ou si vous connaissez des sites web de qualité traitant du thème abordé ici, merci de compléter l'article en donnant les références utiles à sa vérifiabilité et en les liant à la section « Notes et références ».
Didier Clément (né en 1955 à Blois) est un chef de cuisine français. 

## Biographie
Né en 1955 à Blois dans le Loir-et-Cher, Didier Clément fait son apprentissage auprès de Jean Guinot M.O.F. Après un tour de France des maisons étoilées (Taillevent, Ledoyen, L'oasis), il devient en 1980 le chef des cuisines du Grand Hôtel du Lion d'Or à Romorantin-Lanthenay. 
De retour dans la région de son enfance, il s'applique à relire sous un angle nouveau le terroir de la Sologne, qui possède une identité environnementale forte mais s'inscrit aussi dans l'influence historique de la Vallée de la Loire. "Dans ma démarche culinaire, dit-il, la notion de terroir revêt une dimension géographique aussi bien que culturelle et imaginaire. Le terroir est un espace mental." C'est ainsi qu'à la suite de recherches sur les traités culinaires en ancien français menées avec son épouse, il redécouvre une épice oubliée depuis 5 siècles, la graine de paradis, et la réintroduit en 1982 dans la cuisine française. Il redécouvre également des herbes oubliées comme la rocambole, l'angélique, le thym de bergère, utilise des produits de cueillette négligés comme les nèfles, la fleur de sureau, réhabilite des vieilles variétés de légumes comme le panais, la pomme de terre vitelotte, etc. Il est à l'origine de ce qu'on a appelé la "cuisine d'auteur", une cuisine personnelle, signée, mûrement réfléchie.
En 1990, à l'occasion d'un marché avec Jean-Pierre Coffe, il réinterprète le poulet du dimanche, plat convivial par excellence avec une volaille en croûte de pain qui connaîtra un grand succès populaire.
Fin dégustateur, il s'est imposé comme un spécialiste des accords mets-vins qu'il met à l'honneur  lors des "Rencontres de la Saint-Vincent", chaque année, depuis 1995.
Avec son épouse, Marie-Christine Clément, il a publié de nombreux ouvrages mêlant littérature et gastronomie où, s'inspirant des différents personnages évoqués, Colette, George Sand, la Comtesse de Ségur, il transcrit ou recrée des cahiers de recettes dans leur esprit. 
Il fut décoré Chevalier des Arts et Lettres en 1992 par le ministre de la culture Jack Lang.